# Bas Banning en de autosmokkelaars
Bas Banning en de autosmokkelaars is een in 1956 verschenen deel uit de Bas Banning-serie van A. van Aardenburg (pseudoniem van Herman Pijfers). Het verhaal behelst de opsporing van een bende die gestolen auto's over de grens smokkelt. De leider smokkelt daarbij ook cocaïne. Bas Banning raakt hierbij betrokken omdat de bende als operatiebasis de verlaten boerderij tegenover zijn flat kiest.

## Uiterlijke verzorging
De eerste uitgave uit 1956 bij Uitgeverij De Fontein werd van zwart-wit illustraties voorzien door J. Giling, die ook het stofomslag in kleur tekende. In de jaren zeventig verscheen paperbackuitgave met nieuwe omslagen en illustraties, verzorgd door Herson.

## Personages
- Bas Banning, HBS scholier, een half jaar voor zijn eindexamen.
- Wim Hoogveld, nieuwe buurjongen en klasgenoot van Bas.
- Majoor Hoogveld, vader van Wim.
- Cornelis Hendricus Lamaker, zich noemende 'Jansen', leider der autosmokkelaarsbende.
- Wiesewelle, garagehouder.
- Hein Jan Roozen, autosmokkelaar.
- Martinus van Drongelen, bijgenaamd Tinus Rijstepap, autosmokkelaar.
- Jan Hendrik Looyermans, bijgenaamd Pietje Potlood, autosmokkelaar.
- Inspecteur Kessels, politie.
- Adriaans, assistent van Kessels.

## Inhoud
De vader van Bas is benoemd tot hoofd van een school in een andere stad en dus moet het gezin, na vijftien jaar in hun huidige woning, verhuizen. Gekozen wordt voor een nieuwbouwflat die twee verdiepingen hoog is. Op een winterse zaterdag vindt de verhuizing plaats, waarmee het gezin als eerste bewoners de nieuwe flat betrekt. Een dag later, een zondag, arriveren de eerste buren, de familie Hoogveld, bestaande uit de majoor en zijn vrouw, hun zoon Wim, een leeftijdgenoot van Bas die ook diens klasgenoot zal blijken, en twee dochtertjes van tien en zes.
Bas en Wim raken al snel bevriend. Op een morgen lopen ze samen door de pas gevallen en dus ongerepte sneeuw als ze merkwaardige voetsporen zien bij een boerderij die ze onbewoond waanden. Als ze 's avonds vanuit hun slaapkamerramen zien dat vanuit de boerderij lichtsignalen worden gegeven en een Volkswagen er met gedoofde lichten op af gaat, is hun nieuwsgierigheid definitief gewekt. Bas en Wim gaan naar de kelder om kolen te halen respectievelijk de waterleiding af te sluiten tegen de vorst en horen iemand de kelder uit rennen. Het blijkt dat iemand op de uitkijk heeft gestaan om de boerderij te zien. Als ze naar de radioberichten luisteren, blijkt dat in de buurt een man vermist wordt, genaamd Cornelis Hendricus Lamaker, die wellicht in een wak verdronken is.
De volgende dag ziet Bas weer licht bij de boerderij en aangezien Wim niet thuis is, gaat hij in zijn eentje kijken. Er zijn nu meer voetsporen en ook sporen van autobanden. Via de garage sluipt Bas de boerderij in. Hij ziet een Volkswagen staan, zij het niet dezelfde als de grijze van gisteren, alsmede een gedeukt nummerbord. Bas wordt echter plotseling in de duisternis gegrepen en vastgebonden neergelegd met een prop in zijn mond en een zak over zijn hoofd. Koukleumend kan hij niets anders doen dan liggen afwachten. Wim, die weer is thuisgekomen, komt kijken wat Bas aan het doen is en wordt eveneens overmeesterd. De twee jongens slagen erin elkaar los te maken en rennen naar huis. Daarna gaan ze onder begeleiding van de majoor naar het politiebureau om hun belevenissen te melden. Onderweg proberen twee uit een auto gesprongen mannen de jongens weer te grijpen, maar dankzij de majoor mislukt dit. Nu hebben ze een signalement van de daders en het nummer van hun auto. De politie treft meteen maatregelen ter opsporing. Het blijkt te gaan om leden van een bende die (gestolen) auto's smokkelt. Aangezien enkele weken terug een bendelid vermoord is, komt er politiebewaking voor de flat van Bas en Wim staan.
De twee boeven brengen verslag uit aan hun chef. Het wordt Wiesewelle te heet onder de voeten en hij wil eruit stappen, maar aangezien Garage Wiesewelle nodig is om een auto die onderweg is te stallen, wordt afgesproken dat hij na deze klus stopt. De baas, die Jansen genoemd wordt, zegt dat hij er wel achter zal komen wat de jongens de politie verteld hebben. Bas krijgt bezoek van een journalist die van een bron op het politiebureau een tip kreeg over de gebeurtenissen bij de boerderij en alles van Bas zelf wil horen. Deze haalt Wim erbij en begint in geuren en kleuren te vertellen, maar bedenkt dan om de man naar diens perskaart te vragen. Deze neemt daarop met een uitvlucht de benen, maar met achterlating van zijn notitieblok, waarin enkele adressen en telefoonnummers staan. Hiermee gaat Bas weer naar de politie, waar hij fotomateriaal bekijkt en de zogenaamde journalist identificeert als Tinus Rijstepap, ware naam Martinus van Drongelen.
Ondertussen is Pietje Potlood 's nachts met een Mercedes onderweg. Bij een wegrestaurant gaat hij telefoneren wat het afleveradres is. Een douane-rechercheur in burger luistert dit gesprek af. Zodra hij weer op weg is, wordt Potlood aangehouden. Hij blijkt in bezit van een Duits paspoort op naam van Müller. Mercedes en politieagenten rukken op naar het afleveradres, garage Wiesewelle. Wiesewelle wordt verhoord, ontkent aanvankelijk elke betrokkenheid bij gesmokkelde auto's, maar verspreekt zich en biecht dan alles op. Als de politie hem vertelt dat buiten zijn medeweten in deze auto's cocaïne de grens over wordt vervoerd, verleent hij alle medewerking, maar op de adressen van de bendeleden treft de politie niemand meer aan.
Deze bendeleden, Jansen en Roozen, vergaderen intussen op een boot. Zij wachten op het zeeschip de Pana. Jansen wenst zich te wreken op Bas Banning, omdat die hem nu al voor de tweede keer dwarszit. Hij overweegt om Tinus Rijstepap met dit klusje op te zadelen, in de hoop dat die bij de uitvoering zelf tegen de lamp loopt. De politie achterhaalt de herkomst van beide gestolen auto's: de Volkswagen blijkt begin februari gestolen in Frankfort, de Mercedes twee weken later in Düsseldorf.
Bas ontvangt een briefje dat is ondertekend door Wim, waarin hij dringend wordt verzocht om alleen naar het seinhuisje achter de boerderij te komen. Bas vertrekt en omzeilt de politiebewaking voor zijn huis, maar Wim ziet hem vanuit zijn raam gaan en besluit hem achterna te gaan, na de politiewacht te hebben ingelicht, die versterking gaat halen. Bas heeft het briefje laten vallen en Wim vindt het. Hij maakt eruit op dat Bas in de val werd gelokt. In het seinhuisje wordt Bas inderdaad overmeesterd en opgesloten door Tinus Rijstepap. Wim ontdekt intussen dat de spoorrails zijn losgeschroefd, zodat de aankomende stoomtrein zal ontsporen en het seinhuisje vernielen, met Bas erin. Hij rent de trein tegemoet en brengt die tot staan door zijn jas in brand te steken en aldus de aandacht van de machinist op zich te vestigen. Daarna is de politie ter plekke en bevrijdt Wim Bas.
Tinus is per fiets van het seinhuisje gevlucht. Wim en Bas gaan mee met de politieauto die hem achterna gaat. Tinus vlucht naar de haven waar een boot op hem zou wachten, maar als die reeds vertrokken blijkt geeft hij zich over en helpt de politie om zijn handlangers, die hem hebben laten stikken, in de kraag te vatten. Hun boot heet Christina. Wim, Bas en inspecteur Kessels stappen over op een politieboot die is uitgerust met radar en dus geen last heeft van duisternis of mist. De politie vermoedt dat de Christina naar een zeeschip vaart. Dit is de Griekse Panaciotis Coumantaros, afgekort Pana. Roozen en Jansen worden gevangen en aan boord van de Christina treft men dozen cocaïne aan.
Het blijkt dat Lamaker het Nederlandse hoofd is van de bende van Heinz Kühnen, met wie Bas al te maken had in Bas Banning en de geheimzinnige kabelbaan. Na Kühnens arrestatie is Lamaker auto's gaan smokkelen, maar omdat dit niet genoeg opbracht is hij dit buiten medeweten van zijn handlangers met cocaïnesmokkel gaan combineren. Toen een bendelid erachter kwam, heeft hij die laten verongelukken. Met de coke zou Lamaker naar New York vertrekken, maar de winter en mist hebben uitstel betekend. Aangezien hem de grond te heet onder de voeten werd, ensceneerde Lamaker zijn eigen verdrinking en dook onder in de boerderij tegenover Bas.

## Publicatiegeschiedenis
Het boek verscheen in 1956 en werd na enkele drukken opgenomen in de Bas Banning-omnibussen die in de jaren zestig verschenen. Ook de heruitgave op paperbackformaat uit de jaren zeventig beleefde nog enkele drukken. In 2012 werd de hele reeks als ebook uitgebracht.

## Bron
- A. van Aardenburg, Bas Banning en de autosmokkelaars. De Bilt: Uitgeverij De Fontein b.v. Paperbackheruitgave, derde druk. ISBN 9026111037.

Bas Banning en de zwarte ruiter · Bas Banning en de vliegende cowboys · Bas Banning en de geheimzinnige kabelbaan · Bas Banning en de autosmokkelaars · Bas Banning en het Spaanse galjoen · Bas Banning en de Tour de France · Bas Banning en de DAF-600 · Bas Banning en de geheime raket · Bas Banning en de verdwenen Rembrandt · Bas Banning en de Rode hand · Bas Banning en de zweefmannen · Bas Banning en de schatgravers